# 凌陞
凌陞（りょうしょう、リンション）は、中華民国・満州国の政治家。ダウール人（達呼爾族）マルディン（莫爾丁）氏。字は雲志。父の貴福と共に満州国建国に参与し要職に就いたが、後にモンゴル人民共和国との通謀を問われ刑死した。弟は福齢。

## 事跡
フルンボイル副都統となっていた父の貴福の下で活動し、副都統公署左右両庁会弁、左庁庁長を歴任する。また、奉天派の一員として東三省保安総司令部・蒙古宣撫使顧問も務めた。1931年（民国20年）10月には、立法院立法委員に選出されている。
満州事変が勃発すると、貴福は満蒙独立軍西路総司令として満州国建国を支援した。1932年（民国21年/大同元年）2月16日、凌陞も建国準備のための東北行政委員会で委員に任ぜられている。3月9日、正式に満州国が成立し、貴福は元勲の1人として参議府参議に任命された。同月29日に凌陞は興安北分省省長（1934年10月、興安北省に改組）に任命され、凌陞の息子と溥儀の妹の婚約まで成立した。しかし、凌陞は次第に関東軍の専横に不満を抱くようになっていく。
1935年（康徳2年）に、満州国とモンゴル人民共和国の国境問題を扱う満州里会議が開かれると、満州国代表団の首席代表を務めた。後の軍法会議の判決によれば、この満州里会議を契機にモンゴル側要人と接触し、オラホドガ事件などに際して満州国軍・日本軍の軍事機密を伝達する内通行為を開始した。さらに、モンゴル側から密かに武器の提供を受けた。田中克彦によれば、モンゴルで発表された研究でも裏付けがとれることから、内通は冤罪ではなく事実であったと思われる。1936年満州国がモンゴル人の土地改革に反対した。
1936年（康徳3年）3月、凌陞はハイラルで関東軍の憲兵隊に逮捕された。弟で興安省第1警備軍参謀長の福齢や、義弟で省警務庁長の春徳ら11人も、内通行為の共犯者として逮捕された。凌陞らは激しい拷問による取調べの末に軍法会議にかけられる。満州国軍政部は4月21日に凌陞ら4人の死刑判決を発表し、24日午後2時 に新京郊外南嶺の刑場で4人の死刑を執行した。享年51。翌25日、貴福は事件の責任をとって参議を辞任した。

## 注
1. 1 2  徐（2007）、1330頁
2. ↑  王（2004）。
3. ↑  「満州政府の閣員 昨日正式に発表」『東京朝日新聞』昭和7年（1932年）3月11日。
4. ↑  田中（2009）、112頁。
5. ↑  リ・ナランゴア (2013). “モンゴル人が描いた東アジア共同体”. In 松浦正孝. アジア主義は何を語るのか:記憶・権力・価値. ミネルヴァ書房. p. 155
6. ↑  徐（2007）、1330頁では、1934年12月1日に興安北省省長を辞任したとしている。しかし劉寿林ほか（1995）、1219頁では、逮捕時点でも同職に在任していたとしている。
7. ↑  「凌陞等四名死刑 通蘇事件の判決下る」『東京朝日新聞』1936年4月22日夕刊。
8. ↑  「通ソ事件の首魁等死刑執行」『東京朝日新聞』1936年4月25日。死刑執行の日付は劉寿林ほか（1995）、1219頁と劉国銘主編（2005）、1874頁によると19日となっているが、誤りと思われる。
9. ↑  徐（2007）、1330頁によれば銃殺刑だが、凌陞一人だけ斬首刑にされたとの説もある（田中（2009）、111頁）。
10. ↑  「凌陞の実父辞任」『東京朝日新聞』昭和11年（1936年）4月26日夕刊。